# 対抗言論
対抗言論（たいこうげんろん）とは、
言論などの表現活動について安易に侮辱や名誉毀損による民事責任、刑事責任が成立するとすれば、表現の自由の保障が阻害され、自由な表現活動に対する萎縮効果が生じるという問題意識を背景として、両者の調和を図る観点から認めるべきとされる法理である。
相手方からの言論などの表現活動によって自らの社会的評価が低下しかけた場合、相手方に対して平等な立場で反論が可能であれば、評価の低下を避けるために行うべきであるとされる表現活動をいう。
言論による名誉毀損はまず「さらなる言論」（英語: more speech）で対抗すべきだという考え方であり、1927年のホイットニー対カリフォルニア州事件判決で判事ルイス・ブランダイスはこう述べた：
重大な被害がもたらされる恐れがあるというだけで、自由な言論と集会への抑圧を正当化することはできない。（中略） 議論を通じて、虚偽や誤りをあぶり出す時間があれば、また教育のプロセスを通じて、邪悪を回避する時間があれば、講じるべき解決策は、強制された沈黙ではなく、より多くの言論である (英語: the remedy to be applied is more speech)。—ルイス・ブランダイス、ホイットニー対カリフォルニア州事件判決（アメリカンセンターJapanによる翻訳、強調は引用者）
日本における最高裁判所の判例として、2014年までに名誉毀損の免責基準として認められたことはない。

## 高等裁判所・地方裁判所の判例
本来の概念としては、インターネット上におけるコミュニケーションに限られる概念ではない。
しかし日本における判決では、パソコン通信をはじめとするインターネット上で、顔の見えない相手との会話が日常的に行われるようになった1990年代頃から注目されるようになった。

### ニフティサーブ現代思想フォーラム事件
パソコン通信上での発言が名誉毀損にあたるか否かで争われた、ニフティサーブ現代思想フォーラム事件（ニフティ訴訟）において、
対抗言論の法理が認められるかが注目されたが、地方裁判所・高等裁判所判決ともに対抗言論の法理を認めず、発言者に民事上の名誉毀損の成立を認めた（1997年（平成9年）5月27日一審判決、2001年（平成13年）9月5日二審判決）。

### ニフティサーブ本と雑誌フォーラム事件
他方、ニフティサーブ本と雑誌フォーラム事件では、侮辱的な発言に対して、反論によって社会的評価の低下を阻止し得ているとして、
発言者の侮辱的な発言の違法性を否定し、対抗言論の法理を東京地方裁判所が認めた。
「言論による侵害に対しては、言論で対抗するというのが表現の自由の基本原理であるから、被害者が、加害者に対し十分な反論を行い、これが功を奏した場合には、被害者の社会的評価は低下していないものと評価することは可能であることから、このような場合には、一部の表現を殊更取りだして表現者に対し不法行為責任を認めることは、表現の自由を萎縮させるおそれがあり、相当とはいえない」（東京地方裁判所・2001年（平成13年）8月27日判決）

## 最高裁判所の判例

### グロービートジャパン事件
被告人が個人のウェブサイト上で、「あるラーメン店フランチャイズが新興宗教団体とつながりがある」という記事などを掲載したことが、
ラーメン店フランチャイズの名誉毀損に当たるか否かで争われた、グロービートジャパン事件において、
一審の東京裁判所は対抗言論の法理を認めて、被告人に名誉毀損の罪を問えないとした（東京地方裁判所・2008年（平成20年）2月29日判決）。
しかし、二審および最高裁判所の判決ではこの基準が否定され、対抗言論の法理を認めず、被告人の名誉毀損罪を認めた。
「個人利用者がインターネット上に掲載したものであるからといって、おしなべて、閲覧者において信頼性の低い情報として受け取るとは限らないのであって、相当の理由の存否を判断するに際し、これを一律に、個人が他の表現手段を利用した場合と区別して考えるべき根拠はない。
そして、インターネット上に載せた情報は、不特定多数のインターネット利用者が瞬時に閲覧可能であり、これによる名誉毀損の被害は時として深刻なものとなり得ること、一度損なわれた名誉
の回復は容易ではなく、インターネット上での反論によって十分にその回復が図られる保証があるわけでもないことなどを考慮すると、
インターネットの個人利用者による表現行為の場合においても、他の場合と同様に、行為者が摘示した事実を真実であると誤信したことについて、確実な資料、根拠に照らして相当の理由があると認められるときに限り、名誉毀損罪は成立しないものと解するのが相当であって、より緩やかな要件で同罪の成立を否定すべきものとは解されない」（最高裁判所・2010年（平成22年）3月15日判決）
この最高裁判所の判例によって、インターネット上の表現行為についての名誉毀損罪も、他の場合と同様に法令の解釈適用を考える（対抗言論は認められない）ことになった（最高裁判所の判例には後の裁判所の判断に対し拘束力があるものと解釈されている）。

## 論説

### ニフティサーブ現代思想フォーラム事件
法学者の高橋和之による論評では、ニフティサーブ現代思想フォーラム事件一審判決について次のように論じている。
すなわち、ネットワーク上での言論が名誉毀損にあたるか否かは、表現の自由の保障と調和するように、法解釈すべきである。
そして、表現による害悪に対しては、「対抗言論」、すなわち、互いに言論を交わすことができる平等な立場であることを前提に、直ちに自ら反論することによって処理するのが原則である。
名誉毀損が成立するのは、具体的事案において対抗言論が機能しない場合、例えば、名誉を毀損された者が名誉毀損者と平等の立場での表現ができない場合や、プライバシー侵害などに限られる。
いいかえれば、自らすすんでネット社会において発言をするパソコン通信においては、意見が異なるものからの批判を受けうることを覚悟しておくべきであり、
それが辛辣な言葉になったり、時には人格批判に至る場合でも、それが論争内容と関係がある限りにおいては不当とはいえない。
このような批判を受けた場合でも、相手に反論する、またはその論争の「聴衆」の評価によって、自己の名誉回復を図るべきであり、名誉毀損とみるべきではない。
このような観点に立って、ニフティーサーブ現代思想フォーラム事件について、原告は反論によって自己の評価の低下を妨げるよう試みるべきであったのであり、
しようと思えばなし得た原告があえて反論しなかったことを理由に、被告に名誉毀損は成立しないのではないかと述べている。
高橋和之は、上述のジュリストの論文において、以下の旨も併せて論じている。
「決して誤解してならないのは、相手が少なくとも一度は反論したにもかかわらず、批判者が同じ理由での攻撃を執拗に続け、その都度相手の反論を求めるかのごとくは、もはや対抗言論の域を超えるものであり、単なる「嫌がらせ」にすぎないものである。」

### インターネットの特質を考慮すべきか
法学者の仮屋篤子による論説では、名誉毀損成立の判断において、インターネットの特質を考慮すべきかについて次のように述べている。
「ネット上における言論による名誉侵害は言論で回復可能な場合があり、両者が対等に議論できるという限定的な状況にあるならば、反論、すなわち対抗言論での名誉回復をまずははかるべきである」
「しかし、これをインターネット上の名誉毀損事例に一般化することには慎重であるべきである。
人間には沈黙する自由もあるはずであって、反論の可能性があれば反論せよというのは妥当ではなく、また、インターネットを対抗言論の世界にすることは、そこを罵詈雑言が飛び交う不毛の世界にすることにもなりかねない」